# محمد دكروب
محمد دكروب (1929 - 2013) مفكر وناقد وشيوعي لبناني. له عشرات المؤلفات والكتابات، لكن ارتبط اسمه بكتابه «السنديانة الحمراء» وهو مؤلف في تأريخ الحزب الشيوعي اللبناني.

## سيرة
ولد محمد دكروب في مدينة صور 1929م (جنوب لبنان)، في عائلة فقيرة، تلقى التعليم الابتدائي في المدرسة الجعفرية، ثم ترك المدرسة بعد سنتين، ليعمل سمكريًّا، فاضطر إلى تعليم نفسه بنفسه، ثم انتقل إلى العمل في بيروت. وهناك تعرف إلى محمد عيتاني الذي قاده إلى ألبير أديب، ومجلة «الأديب» التي بدأت تنشر له نصوصاً ومقالات معمقة. وكان قد تطوع سنة 1948 مع نفر من رفاقه في جيش الإنقاذ، لكنه لم يتمكن من المشاركة مباشرة في المعارك الناشبة يومئذ في فلسطين.
توفي محمد دكروب في 24 تشرين الثاني (نوفمبر) 2013، في الذكرى التاسعة والثمانين لتأسيس الحزب الشيوعي السوري واللبناني.

## نشاطه الثقافي
بدأ دكروب قوميًّا عربيًّا. لكن لم يلبث أن تحول إلى الشيوعية، تماماً مثل رفيق دربه كريم مروة، ثم بتأثير من حسين مروة أصبح شيوعيًّا. نشط محمد دكروب في الحراك الثقافي اللبناني، فعمل بداية في مجلة الثقافة الوطنية (1952 ـــ 1959)، وبعد إقفالها، كتب في مجلة الأخبار الأسبوعية، وفي جريدة النداء اليومية.
في سنة 1965 استدعاه انطون ثابت وطلب إليه العمل في مجلة الطريق (تأسست في العام 1941) لتحويلها من مجلة سياسية إلى مجلة ثقافية. واستمر فيها حتى سنة 1993 حين أصبح رئيسًا لتحريرها حتى وفاته. في مجلة الطريق عايش انطون ثابت وحسين مروة ومهدي عامل ومحمد عيتاني. وأقام علاقات مع اليساريين العرب أمثال محمود أمين العالم وعبد العظيم أنيس ويوسف ادريس.

## أعماله
لمحمد دروب العديد من الكتابات والمقالات والمؤلفات، منها:
- جذور السنديانة الحمراء ؛ حكاية نشوء الحزب الشيوعي اللبناني (1924-1931) - 1984[13][3][14]
- شخصيات وأدوار في الثقافة العربية الحديثة : حسين مروة، توفيق يوسف عواد - 1987[15]
- خمسة رواد يحاورون العصر، أمين الريحاني، جبران خليل جبران، عمر فاخوري، مارون عبود، رئيف خوري : قراءات في أعمالهم ومسيرتهم - 1992 [16][17]
- الذاكرة . والأوراق : قراءات في وجوه المبدعين (مع محمد عيتاني) - 1993 [18]
- وجوه لا تموت في الثقافة العربية الحديثة: أحداث من الذاكرة : قراءات في الأعمال [19][20]
- مذكرات أبو فريد: صفحات من تاريخ المقاومة الوطنية والإنتفاضة ضد حكم شمعون 1958- 2011 (إعداد وتقديم) [21][22]
- تساؤلات أمام الحداثة والواقعية في النقد العربي الحديث: قراءات نقدية في أنواع النقد الأدبي، المسرحي، الموسيقي، السينمائي[23][24]
- رؤى مستقبلية في فكر النهضة والتقدم والعدالة الاجتماعية : قراءات في نصوص أولى للكتاب النهضويين - 2002 [25][26]
- أسرار ساعة الرمل ؛ ظلك الدليل والمرآة أنا : قصتان طويلتان-- روايتان قصيرتان - 2010 (مع آخرين)[27]
- هكذا تكلم محمود درويش (مع آخرين)[28]
- عبدالرحمن منيف 2008 (مع آخرين)[29]
- في مفاهيم النقد وحركة الثقافة العربية : دراسة وحوارات (مع آخرين)[30]

## وصلات خارجية
- محمد دكروب.. السمكري الشغّيل الذي صار أديباً ومناضلاً كبيراً
- محمد دكروب الشيوعي المضيء
- محمد دكروب زهر الرمان المتوهج